# نورة العميري
نورة العميري (28 يونيو 1989  -)، مغنية وممثلة كويتية. وهي أول كويتية تشارك في برنامج ستار أكاديمي وذلك في نسخته السادسة.

## عن حياتها
هي ابنه للمغنية الشعبية «هيام». دخلت للمجال الفني بعام 2009 وذلك بمشاركتها في برنامج ستار أكاديمي، وبعد خروجها من البرنامج قامت بتقديم أغاني منفرده، ثم قامت بعد ذلك بالمشاركة بتقديم برنامج مسابقات تلفزيوني حمل اسم «فن أكاديمي» عرض على قناة سكوب شاركها بتقديمه خالد بوصخر. إلا إنها اتجهت بعد ذلك للتمثيل، حيث شاركت في مسرحية الأطفال فايتي وسبيدي، ثم توالت أعمالها في التمثيل بعد ذلك سواء عبر شاشة التلفاز أو على المسرح.

## أعمالها

### في المسرح
| سنه الإنتاج | المسرحية        | بمشاركة                                                          |
| ----------- | --------------- | ---------------------------------------------------------------- |
| 2009        | فايتي وسبيدي    | نواف القطان، غالية الكاشف، أمل العنبري                           |
| 2010        | المدينة الثلجية | أحلام حسن، أحمد إيراج، محمد الحملي، زينة كرم                     |
| 2011        | عودة شيزبونة    | أحلام حسن، أحمد إيراج، هبة الدري، حسين المهدي، بثينة الرئيسي     |
| 2012        | لولاكي 3        | عبد الرحمن العقل، هبة الدري، محمد الحملي، أحمد الفرج، فهد البناي |
| 2012        | أحلام سعيدة     | محمد الحملي، بثينة الرئيسي، فهد باسم، فهد البناي                 |
| 2013        | الطار المقلوب   | أحمد الفرج، أحمد العونان، مي البلوشي، محمد صفر                   |
| 2014        | سافانا          | منى شداد، محمد الحملي                                            |
| 2014        | أمينة           | سماح، نسرين أحمد، غدير صفر، محمد الحملي                          |
| 2015        | الأحدب          | محمد الحملي، علي الحسيني، عبد الله الخضر                         |
| 2015        | آن فولو         | طارق العلي، مرام                                                 |
| 2016        | قلب للبيع       | طارق العلي، شهاب حاجية، أحمد الفرج، ميس كمر، خالد العجيرب        |
| 2018        | البيت بيت أبونا | هيا الشعيبي،سعاد علي، سميرة عابد                                 |
| 2021        | الإستراحة       |                                                                  |

### في التلفزيون
| سنه الإنتاج | اسم المسلسل                                                 | بمشاركة                                                                           |
| ----------- | ----------------------------------------------------------- | --------------------------------------------------------------------------------- |
| 2010        | عواطف                                                       | حياة الفهد، عبد الرحمن العقل، منى شداد، مرام                                      |
| 2011        | الفلته - ثلاث أجزاء، الثاني بعام 2012، الثالث 2014          | طارق العلي، منى شداد                                                              |
| 2011        | المزواج - الجزء الثاني                                      | محمد الصيرفي                                                                      |
| 2012        | واي فاي - برنامج كوميدي، الجزء الثاني عام 2013 والثالث 2014 | ناصر القصبي، داوود حسين، طارق العلي، حسن البلام، حبيب الحبيب، هيا الشعيبي         |
| 2013        | سكن الطالبات                                                | فخرية خميس، لمياء طارق، فرح الهادي، شيلاء سبت، عبد الله بهمن، نور الغندور         |
| 2013        | هذا حنا                                                     | سعد الفرج، عبد الله السدحان، محمد العيسى                                          |
| 2014        | يوميات بو رعد - جزئين، الجزء الثاني عام 2015                | مبارك المانع، سلطان الفرج                                                         |
| 2014        | لمحات                                                       | سعد الفرج، عبد الرحمن العقل، أسمهان توفيق، جمال الردهان، محمد العجيمي، هدى الخطيب |
| 2014        | تذكرة داوود                                                 | داوود حسين، علي جمعة، منى شداد                                                    |
| 2015        | الفصلة                                                      | طارق العلي، مرام، أحمد الفرج، سعود الشويعي                                        |

## الجوائز
- 2012:  الكويت - جائزة أفضل فنانة كوميدية من «مهرجان المميزون في رمضان».[5]

## روابط خارجية
- نورة العميري على موقع قاعدة بيانات الأفلام العربية
- نورة العميري على موقع قاعدة بيانات الفيلم (الإنجليزية)